# Ахалшени (Хашурский муниципалитет)
Ахалшени (груз. ახალშენი) — село в Грузии. Находится в Хашурском муниципалитете края Шида-Картли. Высота над уровнем моря составляет 680 метров. Население - 61 человек (2014).